# 头孢米诺
头孢米诺（INN：Cefminox）是第二代头孢菌素类抗生素。

## 谱
头孢米诺是一种广谱杀菌头孢菌素抗生素。它对革兰氏阴性菌和厌氧菌特别有效。以下是一些具有医学意义的微生物的MIC数据。
- Clostridium difficile: 2 - 4 µg/ml
- Escherichia coli: 0.125 - 16 µg/ml
- Pseudomonas aeruginosa: 256 µg/ml[3]